# 5-я артиллерийская дивизия прорыва
5-я артиллерийская Калинковичская Краснознамённая дивизия прорыва Резерва Главного Командования — формирование (соединение, артиллерийская дивизия прорыва) артиллерии РККА ВС СССР, в Великой Отечественной войне и послевоенные годы.
Условное наименование — войсковая часть полевая почта (в/ч пп) № 68541.
Сокращённое наименование — 5 адп РГК.

## История формирования
5-я артиллерийская дивизия Резерва Главного Командования начала формироваться 7 ноября 1942 года, на основании приказа Народного комиссара обороны СССР № 00226 от 31 октября 1942 года и приказа Брянского фронта № 0070 от 4 ноября 1942 года. Формирование дивизии проходило в районе сёл: Пушкари, Замарайка, Лобаново Ефремовского района Тульской области.
В состав дивизии вошли:
- управление дивизии
- 540-й истребительно-противотанковый артиллерийский полк
- 697-й истребительно-противотанковый артиллерийский полк
- 768-й истребительно-противотанковый артиллерийский полк
- 208-й гаубичный артиллерийский полк
- 293-й гаубичный артиллерийский полк
- 876-й гаубичный артиллерийский полк
- 642-й тяжёлый пушечный артиллерийский полк
- 753-й тяжёлый пушечный артиллерийский полк
- 821-й отдельный разведывательный артиллерийский дивизион
- 5-я корректировочная авиационная эскадрилья

В соответствии с постановлением ГОКО № 2584сс от 6 декабря 1942 года, на основании приказа войскам Брянского фронта № 0406 от 25 декабря 1942 года дивизия была переформирована на новые штаты.
- управление дивизии (штат № 08/200)
- 16-я лёгкая артиллерийская бригада (штат № 08/201)
  - 540-й лёгкий артиллерийский полк (штат № 08/202)
  - 697-й лёгкий артиллерийский полк (штат № 08/202)
  - 768-й лёгкий артиллерийский полк (штат № 08/202)
- 9-я гаубичная артиллерийская бригада (штат № 08/203)
  - 208-й гаубичный артиллерийский полк (штат № 08/204)
  - 293-й гаубичный артиллерийский полк (штат № 08/204)
  - 876-й гаубичный артиллерийский полк (штат № 08/204)
- 24-я пушечная артиллерийская бригада (штат № 08/205)
  - 642-й пушечный артиллерийский полк (штат № 08/206)
  - 753-й пушечный артиллерийский полк (штат № 08/206)
- 1-я миномётная бригада (штат № 08/207)
  - 106-й миномётный полк (штат № 08/208)
  - 124-й миномётный полк (штат № 08/208)
  - 139-й миномётный полк (штат № 08/208)
  - 142-й миномётный полк (штат № 08/208)
- 821-й отдельный разведывательный артиллерийский дивизион (штат № 08/209)
- батарея управления (штат № 08/210)
- автотранспортный батальон подвоза (штат № 08/211)
- медико-санитарная рота (штат № 08/212)
- походная артмастерская (штат № 08/213)
- походная автомастерская (штат № 08/214)
- полевая хлебопекарня (штат № 08/215)

13 мая 1943 года в состав дивизии прибыла 100-я гаубичная артиллерийская бригада большой мощности. 15 мая прибыла 86-я тяжёлая гаубичная артиллерийская бригада.
15 мая 1943 года, на основании директивы заместителя НКО СССР № 2341-Ш от 13 апреля 1943 года дивизия вошла в состав 4-го артиллерийского корпуса прорыва.
25 июля 1943 года 821-й отдельный разведывательный артиллерийский дивизион выведен из состава дивизии и введён в состав управления 4-го артиллерийского корпуса прорыва.

## Участие в боевых действиях
Период вхождения в действующую армию: 7 ноября 1942 года — 9 мая 1945 года.

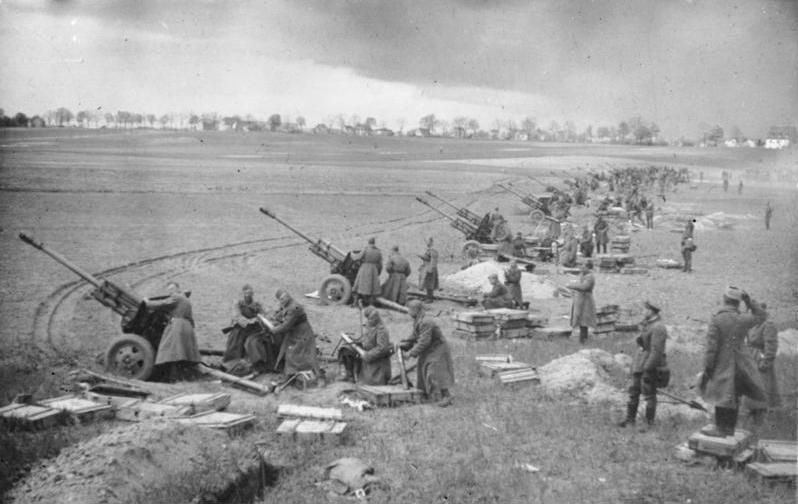
Советская артиллерия на подступах к Берлину, апрель 1945 года.

Первое красное знамя в Берлине установил ефрейтор, разведчик-наблюдатель 1-й батареи 106-го миномётного полка 1-й миномётной Брестской бригады 5-й артиллерийской дивизии прорыва А. И. Муравьёв 21 апреля 1945 года.

## В составе и состав
| Подчинение | Подчинение            | Подчинение            | Подчинение                        | Подчинение | Подчинение |
| Дата       | Фронт (округ)         | Армия                 | Корпус                            | Состав | Примечания |
| ---------- | --------------------- | --------------------- | --------------------------------- | --- | --- |
| 01.12.1942 | Брянский фронт        | фронтового подчинения | -                                 | 540-й, 697-й и 768-й истребительно-противотанковые артиллерийские полки 208-й, 293-й и 876-й гаубичные артиллерийские полки 642-й и 753-й тяжёлые пушечные артиллерийские полки 5-я корректировочная авиационная эскадрилья 821-й отдельный разведывательный артиллерийский дивизион | |
| 01.01.1943 | Брянский фронт        | фронтового подчинения | -                                 | 16-я лёгкая артиллерийская бригада 9-я гаубичная артиллерийская бригада 24-я пушечная артиллерийская бригада 821-й отдельный разведывательный артиллерийский дивизион | 1-я миномётная бригада действовала в составе 13-й армии |
| 01.02.1943 | Брянский фронт        | 13-я армия            | -                                 | 16-я лёгкая артиллерийская бригада 9-я гаубичная артиллерийская бригада 24-я пушечная артиллерийская бригада 1-я миномётная бригада 821-й отдельный разведывательный артиллерийский дивизион                                                                                         | - |
| 01.03.1943 | Брянский фронт        | 13-я армия            | -                                 | 16-я лёгкая артиллерийская бригада 9-я гаубичная артиллерийская бригада 24-я пушечная артиллерийская бригада 1-я миномётная бригада 821-й отдельный разведывательный артиллерийский дивизион                                                                                         | - |
| 01.04.1943 | Центральный фронт     | 13-я армия            | -                                 | 16-я лёгкая артиллерийская бригада 9-я гаубичная артиллерийская бригада 24-я пушечная артиллерийская бригада 1-я миномётная бригада 821-й отдельный разведывательный артиллерийский дивизион                                                                                         | - |
| 01.05.1943 | Центральный фронт     | 13-я армия            | -                                 | 16-я лёгкая артиллерийская бригада 9-я гаубичная артиллерийская бригада 24-я пушечная артиллерийская бригада 1-я миномётная бригада 821-й отдельный разведывательный артиллерийский дивизион                                                                                         | - |
| 01.06.1943 | Центральный фронт     | 13-я армия            | 4-й артиллерийский корпус прорыва | 16-я лёгкая артиллерийская бригада 9-я гаубичная артиллерийская бригада 24-я пушечная артиллерийская бригада 86-я тяжёлая гаубичная артиллерийская бригада 100-я гаубичная артиллерийская бригада БМ 1-я миномётная бригада                                                          | - |
| 01.07.1943 | Центральный фронт     | 13-я армия            | 4-й артиллерийский корпус         | 16-я лёгкая артиллерийская бригада 9-я гаубичная артиллерийская бригада 24-я пушечная артиллерийская бригада 86-я тяжёлая гаубичная артиллерийская бригада 100-я гаубичная артиллерийская бригада БМ 1-я миномётная бригада                                                          | |
| 01.08.1943 | Центральный фронт     | 70-я армия            | 4-й артиллерийский корпус прорыва | 16-я лёгкая артиллерийская бригада 9-я гаубичная артиллерийская бригада 24-я пушечная артиллерийская бригада 86-я тяжёлая гаубичная артиллерийская бригада 100-я гаубичная артиллерийская бригада БМ 1-я миномётная бригада                                                          | - |
| 01.09.1943 | Центральный фронт     | 65-я армия            | 4-й артиллерийский корпус прорыва | 23-я гвардейская лёгкая артиллерийская бригада 9-я гаубичная артиллерийская бригада 24-я пушечная артиллерийская бригада 86-я тяжёлая гаубичная артиллерийская бригада 100-я гаубичная артиллерийская бригада БМ 1-я миномётная бригада                                              | - |
| 01.10.1943 | Центральный фронт     | фронтового подчинения | 4-й артиллерийский корпус прорыва | 23-я гвардейская лёгкая артиллерийская бригада 9-я гаубичная артиллерийская бригада 24-я пушечная артиллерийская бригада 86-я тяжёлая гаубичная артиллерийская бригада 100-я гаубичная артиллерийская бригада БМ 1-я миномётная бригада                                              | - |
| 01.11.1943 | Белорусский фронт     | 65-я армия            | 4-й артиллерийский корпус прорыва | 23-я гвардейская лёгкая артиллерийская бригада 9-я гаубичная артиллерийская бригада 24-я пушечная артиллерийская бригада 86-я тяжёлая гаубичная артиллерийская бригада 100-я гаубичная артиллерийская бригада БМ 1-я миномётная бригада                                              | - |
| 01.12.1943 | Белорусский фронт     | фронтового подчинения | 4-й артиллерийский корпус прорыва | 23-я гвардейская лёгкая артиллерийская бригада 9-я гаубичная артиллерийская бригада 24-я пушечная артиллерийская бригада 86-я тяжёлая гаубичная артиллерийская бригада 100-я гаубичная артиллерийская бригада БМ 1-я миномётная бригада                                              | - |
| 01.01.1944 | Белорусский фронт     | 65-я армия            | 4-й артиллерийский корпус прорыва | 23-я гвардейская лёгкая артиллерийская бригада 9-я гаубичная артиллерийская бригада 24-я пушечная артиллерийская бригада 86-я тяжёлая гаубичная артиллерийская бригада 100-я гаубичная артиллерийская бригада БМ 1-я миномётная бригада                                              | - |
| 01.02.1944 | Белорусский фронт     | 65-я армия            | 4-й артиллерийский корпус прорыва | 23-я гвардейская лёгкая артиллерийская бригада 9-я гаубичная артиллерийская бригада 24-я пушечная артиллерийская бригада 86-я тяжёлая гаубичная артиллерийская бригада 100-я гаубичная артиллерийская бригада БМ 1-я миномётная бригада                                              | - |
| 01.03.1944 | 1-й Белорусский фронт | 65-я армия            | 4-й артиллерийский корпус прорыва | 23-я гвардейская лёгкая артиллерийская бригада 9-я гаубичная артиллерийская бригада 24-я пушечная артиллерийская бригада 86-я тяжёлая гаубичная артиллерийская бригада 100-я гаубичная артиллерийская бригада БМ 1-я миномётная бригада                                              | - |
| 01.04.1944 | 1-й Белорусский фронт | фронтового подчинения | 4-й артиллерийский корпус прорыва | 23-я гвардейская лёгкая артиллерийская бригада 9-я гаубичная артиллерийская бригада 24-я пушечная артиллерийская бригада 86-я тяжёлая гаубичная артиллерийская бригада 100-я гаубичная артиллерийская бригада БМ 1-я миномётная бригада                                              | - |
| 01.05.1944 | 1-й Белорусский фронт | фронтового подчинения | 4-й артиллерийский корпус прорыва | 23-я гвардейская лёгкая артиллерийская бригада 9-я гаубичная артиллерийская бригада 24-я пушечная артиллерийская бригада 86-я тяжёлая гаубичная артиллерийская бригада 100-я гаубичная артиллерийская бригада БМ 1-я миномётная бригада                                              | - |
| 01.06.1944 | 1-й Белорусский фронт | фронтового подчинения | 4-й артиллерийский корпус прорыва | 23-я гвардейская лёгкая артиллерийская бригада 9-я гаубичная артиллерийская бригада 24-я пушечная артиллерийская бригада 86-я тяжёлая гаубичная артиллерийская бригада 100-я гаубичная артиллерийская бригада БМ 1-я миномётная бригада                                              | - |
| 01.07.1944 | 1-й Белорусский фронт | фронтового подчинения | 4-й артиллерийский корпус прорыва | 23-я гвардейская лёгкая артиллерийская бригада 9-я гаубичная артиллерийская бригада 24-я пушечная артиллерийская бригада 86-я тяжёлая гаубичная артиллерийская бригада 100-я гаубичная артиллерийская бригада БМ                                                                     | 1-я миномётная бригада действовала в составе 28-й армии |
| 01.08.1944 | 1-й Белорусский фронт | фронтового подчинения | 4-й артиллерийский корпус прорыва | 23-я гвардейская лёгкая артиллерийская бригада 9-я гаубичная артиллерийская бригада 24-я пушечная артиллерийская бригада 86-я тяжёлая гаубичная артиллерийская бригада 100-я гаубичная артиллерийская бригада БМ                                                                     | 1-я миномётная бригада в действовала составе 28-й армии |
| 01.09.1944 | 1-й Белорусский фронт | 70-я армия            | -                                 | 23-я гвардейская лёгкая артиллерийская бригада 9-я гаубичная артиллерийская бригада 24-я пушечная артиллерийская бригада 86-я тяжёлая гаубичная артиллерийская бригада 1-я миномётная бригада                                                                                        | 100-я гаубичная артиллерийская бригада БМ в составе 4-го артиллерийского корпуса прорыва фронтового подчинения                                                                                    |
| 01.10.1944 | 1-й Белорусский фронт | 70-я армия            | -                                 | 23-я гвардейская лёгкая артиллерийская бригада 9-я гаубичная артиллерийская бригада 24-я пушечная артиллерийская бригада 86-я тяжёлая гаубичная артиллерийская бригада 100-я гаубичная артиллерийская бригада БМ 1-я миномётная бригада                                              | - |
| 01.11.1944 | 1-й Белорусский фронт | 47-я армия            | -                                 | 23-я гвардейская лёгкая артиллерийская бригада 9-я гаубичная артиллерийская бригада 24-я пушечная артиллерийская бригада 86-я тяжёлая гаубичная артиллерийская бригада 100-я гаубичная артиллерийская бригада БМ 1-я миномётная бригада                                              | - |
| 01.12.1944 | 1-й Белорусский фронт | 69-я армия            | -                                 | 23-я гвардейская лёгкая артиллерийская бригада 9-я гаубичная артиллерийская бригада 1-я миномётная бригада | 24-я пушечная артиллерийская бригада 86-я тяжёлая гаубичная артиллерийская бригада 100-я гаубичная артиллерийская бригада БМ в составе 4-го артиллерийского корпуса прорыва фронтового подчинения |
| 01.01.1945 | 1-й Белорусский фронт | 69-я армия            | 4-й артиллерийский корпус прорыва | 23-я гвардейская лёгкая артиллерийская бригада 9-я гаубичная артиллерийская бригада 24-я пушечная артиллерийская бригада 86-я тяжёлая гаубичная артиллерийская бригада 100-я гаубичная артиллерийская бригада БМ 1-я миномётная бригада                                              | - |
| 01.02.1945 | 1-й Белорусский фронт | 33-я армия            | -                                 | 23-я гвардейская лёгкая артиллерийская бригада 9-я гаубичная артиллерийская бригада 24-я пушечная артиллерийская бригада 86-я тяжёлая гаубичная артиллерийская бригада 1-я миномётная бригада                                                                                        | 100-я гаубичная артиллерийская бригада БМ в составе 4-го артиллерийского корпуса прорыва фронтового подчинения                                                                                    |
| 01.03.1945 | 1-й Белорусский фронт | 47-я армия            | -                                 | 23-я гвардейская лёгкая артиллерийская бригада 9-я гаубичная артиллерийская бригада 24-я пушечная артиллерийская бригада 86-я тяжёлая гаубичная артиллерийская бригада 1-я миномётная бригада                                                                                        | 100-я гаубичная артиллерийская бригада БМ действовала в составе 8-й гвардейской армии |
| 01.04.1945 | 1-й Белорусский фронт | 47-я армия            | -                                 | 23-я гвардейская лёгкая артиллерийская бригада 9-я гаубичная артиллерийская бригада 24-я пушечная артиллерийская бригада 86-я тяжёлая гаубичная артиллерийская бригада 1-я миномётная бригада                                                                                        | 100-я гаубичная артиллерийская бригада БМ действовала в составе 8-й гвардейской армии |
| 01.05.1945 | 1-й Белорусский фронт | 3-я ударная армия     | 4-й артиллерийский корпус прорыва | 23-я гвардейская лёгкая артиллерийская бригада 9-я гаубичная артиллерийская бригада 24-я пушечная артиллерийская бригада 86-я тяжёлая гаубичная артиллерийская бригада 100-я гаубичная артиллерийская бригада БМ 1-я миномётная бригада                                              | - |

## Командование дивизии

### Командиры
- Тимотиевич, Иван Иванович (13.11.1942 — 25.02.1943), полковник;
- Годин, Григорий Васильевич (26.02.1943 — 05.05.1943), полковник;
- Снегуров, Аркадий Иванович (06.05.1943 — 05.1946), полковник, с 29.03.1944 генерал-майор артиллерии[7][8];
- Кознов, Борис Ильич (05.1946 — 19.04.1947), генерал-майор артиллерии

### Заместитель командира по строевой части
- Подольский Борис Васильевич ( — 19.04.1947), полковник

### Заместитель командира по политической части
- Хаванцев Семён Иванович (11.11.1942 — 16.06.1943), старший батальонный комиссар, подполковник[9]

### Начальники штаба
- Проскурин Владимир Павлович (07.11.1942 — 1943), подполковник;
- Баранов Владимир Гаврилович (), подполковник;
- Биленко Яков Трифонович (1943 —), полковник;
- Горянинов Пётр Титович (— 10.08.1944), майор, подполковник (убит 10.08.1944);
- Дмитриев Герман Григорьевич (1944), полковник;
- Колесников, Сергей Георгиевич (), генерал-майор артиллерии;
- Смирнов Виктор Абрамович ( — 1946), полковник;
- Шитиков Михаил Александрович (1946 — 19.04.1947), подполковник

### Начальники политотдела, с 16.06.1943 он же заместитель командира по политической части
- Фокин Павел Иванович (29.01.1943 — 28.02.1946), подполковник, с 3.12.1943 полковник[9]

## Награды и наименования
| Награда (наименование)                 | Дата                                                                         | За что награждена |
| -------------------------------------- | ---------------------------------------------------------------------------- | --- |
| почётное наименование «Калинковичская» | присвоено приказом Верховного главнокомандующего № 07 от 15 января 1944 года | за отличие в боях с немецкими захватчиками за освобождение городов Мозырь и Калинковичи                                                    |
| Орден Красного Знамени                 | награждена указом Президиума Верховного Совета СССР от 9 августа 1944 года   | за образцовое выполнение заданий командования в боях при прорыве обороны немцев западнее Ковель и проявленные при этом доблесть и мужество |

Награды частей дивизии:
- 697-й легкий артиллерийский Краснознаменный[13] полк

Приказы (благодарности) Верховного Главнокомандующего в которых отмечена дивизия:
- За переход в наступление из района Ковеля, прорыв сильно укрепленной обороны немцев продвижение вперед на 50 километров, выход к реке Западный Буг, и овладении более 400 населенных пунктов, в том числе крупных населенных пунктов Ратно, Малорыта, Любомль, Опалин. 20 июля 1944 года. № 142.
- За овладение сильными опорными пунктами обороны немцев Варка, Груйец, Козенице, Солец, Зволень, Бялобжеги, Едлинск, Илжа, а также занятие более 1300 других населенных пунктов. 16 января 1945 года. № 221
- За овладение городами Бервальде, Темпельбург, Фалькенбург, Драмбург, Вангерин, Лабес, Фрайенвальде, Шифельбайн, Регенвальде и Керлин — важными узлами коммуникаций и сильными опорными пунктами обороны немцев в Померании. 4 марта 1945 года. № 288.
- За овладение городом Альтдамм и ликвидировали сильно укрепленный плацдарм немцев на правом берегу реки Одер восточнее Штеттина. 20 марта 1945 года. № 304.
- За полное овладение столицей Германии городом Берлин — центром немецкого империализма и очагом немецкой агрессии. 2 мая 1945 года. № 359.

## Отличившиеся воины дивизии
37 воинов дивизии были удостоены звания Героя Советского Союза, а 10 стали полными кавалерами ордена Славы:
|  | Аряев, Василий Иванович          | командир 7-й батареи 753-го пушечного артиллерийского полка                                                       | Старший лейтенант артиллерии Красной Армии | 31.05.1945                       |                                                                           |
|  | Брилёв, Тимофей Ефимович         | командир орудия 4-й батареи 276-го гвардейского лёгкого артиллерийского полка                                     | гвардии                                    | 16.11.1943                       |                                                                           |
|  | Бузинов, Михаил Васильевич       | командир 274-го гвардейского лёгкого артиллерийского полка                                                        | гвардии                                    | 24.12.1943                       |                                                                           |
|  | Волков, Сергей Петрович          | начальник разведки 86-й тяжёлой гаубичной артиллерийской бригады                                                  | Капитан артиллерии Красной Армии           | 31.05.1945                       |                                                                           |
|  | Говоров, Фёдор Иванович          | командир огневого взвода 4-й батареи 274-го гвардейского лёгкого артиллерийского полка                            | гвардии                                    | 09.02.1944                       | погиб 23.10.1943, похоронен в братской могиле в парке на Валу в Чернигове |
|  | Дементьев, Андрей Александрович  | командир 1-го дивизиона 279-го гвардейского лёгкого артиллерийского полка                                         | гвардии                                    | 15.05.1946                       |                                                                           |
|  | Домрачев, Александр Васильевич   | командир 23-й гвардейской лёгкой артиллерийской бригады                                                           | гвардии                                    | 29.12.1943                       |                                                                           |
|  | Ерошкин, Андрей Григорьевич      | командир 876-го гаубичного артиллерийского полка                                                                  | Майор артиллерии Красной Армии             | 26.10.1944                       |                                                                           |
|  | Ефимов, Константин Александрович | командир 23-й гвардейской лёгкой артиллерийской бригады                                                           | гвардии                                    | 31.05.1945                       |                                                                           |
|  | Задорожный, Михаил Игнатьевич    | командир 2-го дивизиона 139-го миномётного полка                                                                  | Капитан артиллерии Красной Армии           | 15.05.1946                       |                                                                           |
|  | Иванов, Игорь Сергеевич          | командир отделения разведки 279-го гвардейского лёгкого артиллерийского полка                                     | гвардии                                    | 24.12.1943                       |                                                                           |
|  | Карелин, Константин Максимович   | командир 276-го гвардейского лёгкого артиллерийского полка                                                        | гвардии                                    | 24.12.1943                       |                                                                           |
|  | Кирпиков, Борис Петрович         | командир 1-го дивизиона 86-й тяжёлой гаубичной артиллерийской бригады                                             | Майор артиллерии Красной Армии             | 31.05.1945                       |                                                                           |
|  | Колчанов, Михаил Егорович        | командир отделения разведки 279-го гвардейского лёгкого артиллерийского полка                                     | гвардии                                    | 21.02.1945                       |                                                                           |
|  | Костин, Алексей Сергеевич        | командир 4-й батареи 1-го дивизиона 86-й тяжёлой гаубичной артиллерийской бригады                                 | Капитан артиллерии Красной Армии           | 31.05.1945                       |                                                                           |
|  | Кулиев, Аббас Шахбазович         | командир 4-й батареи 279-го гвардейского лёгкого артиллерийского полка                                            | гвардии                                    | 21.02.1945                       |                                                                           |
|  | Лысенко, Борис Петрович          | командир 9-й батареи 3-го дивизиона 86-й тяжёлой гаубичной артиллерийской бригады                                 | Капитан артиллерии Красной Армии           | 31.05.1945                       |                                                                           |
|  | Любезный, Николай Фёдорович      | командир 6-й батареи 2-го дивизиона 86-й тяжёлой гаубичной артиллерийской бригады                                 | Капитан артиллерии Красной Армии           | 31.05.1945                       |                                                                           |
|  | Мазур, Трифон Григорьевич        | командир взвода управления 6-й батареи 753-го пушечного артиллерийского полка                                     | Лейтенант артиллерии Красной Армии         | 31.05.1945                       |                                                                           |
|  | Меркушев, Иван Иванович          | ВРИД командира 2-го дивизиона 106-го миномётного полка                                                            | Старший лейтенант артиллерии Красной Армии | 31.05.1945                       |                                                                           |
|  | Михин, Алексей Никитович         | орудийный номер 4-й батареи 276-го гвардейского лёгкого артиллерийского полка                                     | гвардии                                    | 09.02.1944                       |                                                                           |
|  | Молчанов, Глеб Михайлович        | командир взвода управления 4-го дивизиона 86-й тяжёлой гаубичной артиллерийской бригады                           | Капитан артиллерии Красной Армии           | 31.05.1945                       |                                                                           |
|  | Незнакин, Алексей Тарасович      | командир отделения разведки 642-го пушечного артиллерийского полка                                                | Сержант                                    | 21.02.1945                       |                                                                           |
|  | Плужников, Тимофей Григорьевич   | командир 293-го гаубичного артиллерийского полка                                                                  | Подполковник артиллерии Красной Армии      | 26.10.1944                       |                                                                           |
|  | Подгайнов, Степан Ильич          | командир 4-й батареи 276-го гвардейского лёгкого артиллерийского полка                                            | гвардии                                    | 16.11.1943                       |                                                                           |
|  | Политов, Семён Иванович          | командир 1-го дивизиона 876-го гаубичного артиллерийского полка                                                   | Майор артиллерии Красной Армии             | 31.05.1945                       |                                                                           |
|  | Постный, Алексей Владимирович    | командир 1-го дивизиона 274-го гвардейского лёгкого артиллерийского полка                                         | гвардии                                    | 24.12.1943                       |                                                                           |
|  | Рыжков, Иван Ермолаевич          | заместитель командира 106-го миномётного полка по строевой части                                                  | Майор артиллерии Красной Армии             | 31.05.1945                       |                                                                           |
|  | Рязанцев, Тимофей Кузьмич        | командир дивизиона 208-го гаубичного артиллерийского полка                                                        | Майор артиллерии Красной Армии             | 31.05.1945                       |                                                                           |
|  | Сазонов, Николай Петрович        | командир 86-й тяжёлой гаубичной артиллерийской бригады                                                            | Полковник артиллерии Красной Армии         | 31.05.1945                       |                                                                           |
|  | Седов, Константин Степанович     | командир орудия 5-й батареи 540-го лёгкого артиллерийского полка                                                  | Сержант                                    | 07.08.1943                       | погиб 7.07.1943, похоронен в братской могиле в посёлке Поныри             |
|  | Седов, Константин Степанович     | командир 1-го орудия 2-й батареи 540-го лёгкого артиллерийского полка                                             |                                            | 07.08.1943                       | погиб 7.07.1943, похоронен в братской могиле в посёлке Поныри             |
|  | Скрылёв, Виктор Васильевич       | командир огневого взвода 5-й батареи 540-го лёгкого артиллерийского полка                                         | Младший лейтенант артиллерии Красной Армии | 07.08.1943                       |                                                                           |
|  | Соболев, Михаил Иванович         | командир 9-й гаубичной артиллерийской бригады                                                                     | Полковник артиллерии Красной Армии         | 31.05.1945                       |                                                                           |
|  | Стренаков, Прокофий Аверьянович  | командир взвода управления 642-го пушечного артиллерийского полка                                                 | Лейтенант артиллерии Красной Армии         | 24.12.1943                       |                                                                           |
|  | Чудинов, Пётр Алексеевич         | командир 5-й батареи 279-го гвардейского лёгкого артиллерийского полка                                            | гвардии                                    | 24.12.1943                       | погиб 23.10.1943, похоронен в братской могиле в парке на Валу в Чернигове |
|  | Шабан, Борис Тарасович           | командир 1-й батареи 139-го миномётного полка                                                                     | Старший лейтенант артиллерии Красной Армии | 24.12.1943                       |                                                                           |
|  | Бледнов, Анатолий Гаврилович     | старший разведчик батареи 279-го гвардейского легкого артиллерийского полка                                       | гвардии                                    | 09.08.1944 25.03.1945 20.12.1951 |                                                                           |
|  | Добрый, Фёдор Кондратьевич       | командир огневого взвода 124-го миномётного полка                                                                 |                                            | 11.09.1944 23.03.1945 15.05.1946 |                                                                           |
|  | Захаров, Владимир Аполлонович    | старший радиотелеграфист 86-й тяжелой гаубичной артиллерийской бригады                                            |                                            | 21.08.1944 04.03.1945 15.05.1946 |                                                                           |
|  | Исаев, Михаил Иванович           | командир отделения разведки 293-го гаубичного артиллерийского полка                                               | Сержант                                    | 15.01.1944 07.05.1945 15.05.1946 |                                                                           |
|  | Лядов, Иван Михайлович           | командир отделения разведки 3-го дивизиона 86-й тяжёлой гаубичной артиллерийской бригады                          | Сержант                                    | 31.08.1944 08.06.1945 24.12.1959 |                                                                           |
|  | Малкин, Пётр Иванович            | наводчик орудия 367-го отдельного истребительно-противотанкового дивизиона 100-й гаубичной артиллерийской бригады | Младший сержант                            | 04.05.1944 08.08.1944 15.05.1946 |                                                                           |
|  | Сепиашвили, Илья Давидович       | старшина артиллерийской батареи 279-го гвардейского легкого артиллерийского полка                                 | гвардии                                    | 13.09.1944 08.03.1945 15.05.1946 |                                                                           |
|  | Струин, Виктор Яковлевич         | разведчик 86-й тяжёлой гаубичной артиллерийской бригады                                                           | Ефрейтор                                   | 20.08.1944 25.03.1945 15.05.1946 |                                                                           |
|  | Шамов, Михаил Михайлович         | старший разведчик батареи 86-й тяжёлой гаубичной артиллерийской бригады                                           | Ефрейтор                                   | 23.11.1943 25.03.1945 15.05.1946 |                                                                           |
|  | Юферов, Григорий Прокопьевич     | командир отделения разведки 3-й батареи 1-го дивизиона 139-го миномётного полка                                   |                                            | 31.07.1944 15.11.1944 15.05.1946 |                                                                           |

## Послевоенная история
Части 5-й артиллерийской дивизии прорыва боевые действия закончили в Берлине 2 мая 1945 года, после чего 6 мая были сосредоточены в лесу северо-восточнее деревни Грюнфельд, 45 км западнее города Берлин.
- управление дивизии
- 1-я миномётная Брестская орденов Кутузова и Александра Невского бригада
  - 106-й миномётный полк
  - 124-й миномётный полк
  - 139-й миномётный полк
- 9-я гаубичная артиллерийская орденов Кутузова и Богдана Хмельницкого бригада
  - 208-й гаубичный артиллерийский Берлинский Краснознамённый полк
  - 293-й гаубичный артиллерийский Берлинский Краснознамённый полк
  - 876-й гаубичный артиллерийский Краснознамённый полк
- 23-я гвардейская лёгкая артиллерийская Люблинско-Бранденбургская ордена Ленина бригада
  - 276-й гвардейский лёгкий артиллерийский ордена Ленина Краснознамённый полк
  - 279-й гвардейский лёгкий артиллерийский Берлинский Краснознамённый полк
- 24-я пушечная артиллерийская Краснознамённая ордена Суворова бригада
  - 642-й пушечный артиллерийский ордена Ленина Краснознамённый ордена Суворова полк
  - 753-й пушечный артиллерийский Берлинский Краснознамённый полк
- 86-я тяжёлая гаубичная артиллерийская Берлинская Краснознамённая ордена Богдана Хмельницкого бригада
- 100-я гаубичная артиллерийская Севская ордена Ленина Краснознамённая орденов Суворова и Кутузова бригада большой мощности
- 874-й автотранспортный батальон
- 530-я отдельная медико-санитарная рота
- 489-я полевая авторемонтная база
- 105-я полевая авторемонтная мастерская
- полевая хлебопекарня
- 1861-я полевая почтовая станция
- 1788-я полевая касса Госбанка
- редакция газеты «Красный Артиллерист»

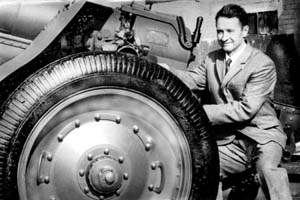
Герой Советского Союза Молчанов Г. М. со своей 152-миллиметровой гаубицей № 1873. 1972 г., Ленинград, Артиллерийский музей.

С октября 1945 года части дивизии расположились на зимних квартирах в Бранденбургской провинции, управление дивизии — город Нойруппин.
На основании директивы командующего артиллерией ГСОВГ № 7/00783 от 21 июня 1945 года, в июле 1945 года из состава дивизии была выведена 24-я пушечная артиллерийская бригада (642-й и 753-й пушечные артиллерийские полки) и отправлена в состав вновь формируемой 32-й пушечной артиллерийской дивизии РГК.
25 июля 1945 года, на основании директивы Генштаба КА № орг/1/137 от 13 июня 1945 года, 23-я гвардейская лёгкая артиллерийская бригада 2-х полкового состава переформирована в 23-ю гвардейскую тяжёлую гаубичную артиллерийскую бригаду разрушения 4-х дивизионного состава.
Директивой командующего артиллерией ГСОВГ № 001084 от 8 июля 1945 года в состав дивизии была включена 2-я гвардейская миномётная бригада 3-х дивизионного состава.
15 октября 1945 года, на основании директивы Генштаба КА № орг/1/565 от 3 октября 1945 года, в состав дивизии из 2-й артиллерийской дивизии прорыва была передана 64-я тяжёлая миномётная бригада 4-х дивизионного состава.
25 мая 1946 года, директивой Генштаба КА № орг/01/1/97 от 5 мая 1946 года были внесены следующие изменения:
- расформированы 1-я миномётная бригада (106-й, 124-й и 139-й миномётные полки) и 86-я тяжёлая гаубичная артиллерийская бригада разрушения 4-х дивизионного состава.
- в состав дивизии включена 10-я гвардейская гаубичная артиллерийская бригада 4-х дивизионного состава, штат 08/306
- 9-я гаубичная артиллерийская бригада переформирована из полкового состава в 4-х дивизионный, штат 08/306 численностью 1136 человек. 208-й, 293-й и 876-й гаубичные артиллерийские полки расформированы.
- 23-я гвардейская тяжёлая гаубичная артиллерийская бригада переведена на штаты № 08/307 численностью 1403 человека

- управление дивизии (Нойруппин);
- 9-я гаубичная артиллерийская Берлинская трижды Краснознамённая орденов Кутузова и дважды Богдана Хмельницкого бригада (д. Дреетц);
- 10-я гвардейская гаубичная артиллерийская Тартурская Краснознамённая орденов Кутузова и Александра Невского бригада (Нойруппин);
- 23-я гвардейская тяжёлая гаубичная артиллерийская Люблинско-Бранденбургско-Берлинская дважды ордена Ленина дважды Краснознамённая бригада разрушения (Кириц);
- 100-я гаубичная артиллерийская Севская ордена Ленина Краснознамённая орденов Суворова и Кутузова бригада большой мощности (Нойруппин);
- 2-я гвардейская миномётная Ленинградско-Берлинская Краснознамённая орденов Кутузова и Богдана Хмельницкого бригада (Нойруппин);
- 64-я тяжёлая миномётная Рижская ордена Александра Невского бригада (Витшток)
- 25-я отдельная авторота подвоза
- 530-я отдельная медико-санитарная рота
- 489-я полевая авторемонтная база
- 105-я полевая авторемонтная мастерская

На основании постановления Совета Министров СССР от 13 мая 1946 года № 1012417СС дивизия была переименована в дивизию прорыва Резерва Верховного Главнокомандования.
20 апреля 1947 года, на основании директивы Генерального штаба Вооружённых сил СССР № орг/1/470193 от 13 февраля 1947 года, 5-я артиллерийская Калинковичская Краснознамённая дивизия прорыва РВК (в/ч 68541), была расформирована в полном составе, в районе её дислокации — город Нойруппин. Личный состав, материальная часть и другое имущество расформированных частей дивизии были направлены на укомплектование частей 4-го артиллерийского корпуса прорыва РВК.